# نقار الخشب العربي
نقار الخشب العربي (الاسم العلمي: Dendrocopos  dorae) (بالإنجليزية: Arabian  Woodpecker)‏ هو طائر ينتمي إلى نقار الخشب (فصيلة: Picidae). موطنه الأصلي جبال السروات في المملكة العربية السعودية واليمن. وهو نقار الخشب الوحيد الذي يتكاثر في شبه الجزيرة العربية.